# Žuče
Žuče (cirill betűkkel Жуче) település Szerbiában, a Raškai körzet Tutini községében.

## Népesség
- 1948-ban 112 lakosa volt.
- 1953-ban 129 lakosa volt.
- 1961-ben 125 lakosa volt.
- 1971-ben 165 lakosa volt.
- 1981-ben 180 lakosa volt.
- 1991-ben 187 lakosa volt.
- 2002-ben 151 lakosa volt,[1] akik mindannyian bosnyákok.[2]